# Gabriel Narutowicz
Gabriel Narutowicz, född 17 mars 1865 i Telsze, Ryssland, död 16 december 1922 i Warszawa, var Polens första president. 

## Biografi
Till yrket var Narutowicz civilingenjör i hydroteknik. Han verkade först som vattenbyggnadsingenjör i Schweiz och var 1908–1920 professor i vattenbyggnadsteknik vid tekniska högskolan i Zürich. Åren 1915–1920 var han president i internationella kommissionen för reglering av Rhens vattenkraft.
År 1919 återvände Narutowicz till landet på inbjudan av polska regeringen. I juni 1920 blev han minister för offentliga arbeten och blev utrikesminister i juni 1922. I valet 1922 stödde han Józef Piłsudski. När Sejmen skulle utse president uppstod ett låst läge och Narutowicz valdes tack vare röster från vänsterpartier och minoriteter. Kontroversen, där han av katolska sejmdelegater anklagades för "ateism" och "frimureri", ledde till gatustrider och het polemik. Narutowicz avlade presidenteden den 11 december 1922 men redan den 16 december sköts han ihjäl i konstgalleriet Zachęta av en nationalistisk fanatiker, målaren Eligiusz Niewiadomski.